# Bibliographie sur le cinéma britannique

## Histoire générale
- (en) Gilbert Adair et Nick Rodick, A Night at the Pictures: Ten Decades of British Film, Bromley (Kent), Columbus Books, British Film Year, 1985, 144 p.
- (en) Roy Armes, A Critical History of the British Cinema, Londres, Secker & Warburg, 1978, 374 p.
- (en) Charles Barr (sous la direction de), All Our Yesterdays: 90 Years of British Cinema, Londres, British Film Institute, 1986, 446 p.
- (en) Charles Barr, Typically British : A Short History of the Cinema in Britain, Londres, British Film Institute, 1995, 208 p.
- (en) Ernest Betts, The Film Business: A History of British Cinema (1896-1972), Allen & Unwin, 1973, 349 p.
- (fr) N.T. Binh et Philippe Pilard, Typiquement british, le cinéma britannique, préface de Bertrand Tavernier, Éditions du Centre Pompidou, 2000, 191 p.
- (en) Kevin Brownlow, How It Happened Here, Londres, Secker & Warburg, British Film Institute, 1968, 184 p.
- (fr) Freddy Buache, Le Cinéma anglais autour de Kubrick et Losey,  Lausanne, L'Age d'Homme, 1978, 327 p.
- (en) Elaine Burrows (sous la direction de), The British Cinema Source Book,  BFI Archive Viewing Copies and Library Materials, Londres, British Film Institute, 1995, 216 p.
- (en) Ivan Butler, Cinema in Britain: An Illustrated Survey, Londres,  Tantivy ; New York, A.S. Barnes and Co, 1973, 307 p.
- (en) John Caughie et Kevin Rockett, The Companion to British and Irish Cinema, Londres, BFI/Cassell, 1996, 204 p.
- (pt) Cinemateca Portuguesa et British Council, Cinema Inglês (1933-1983),  Lisbonne, Cinemateca Portuguesa, 1984, 296 p.
- (en) Miriam Clore, David Robinson et Leon Clore, Cinema Great Britain: Seventy-five Years of British Films, Film Production Association, 1970, 125 p.
- (en) Robin Cross, The Big Book of British Films, Londres, Charles Herridge/Sidgwick & Jackson, 1984, 192 p.
- (en) James Curran et Vincent Porter (sous la direction de), British Cinema History, Londres, Weidenfeld & Nicolson, 1983, 445 p.
- (en) Eddie Dick (sous la direction de), From Limelight to Satellite: A Scottish Film Book, Scottish Film Council/British Film Institute, 1990, 256 p.
- (en) Wheeler Winston Dixon (sous la direction de), Re-viewing British Cinema 1900-1992: Essays and Interviews, Albany, State University of New York Press, 1994, 288 p.
- (en) Raymond Durgnat, A Mirror for England: British Movies from Austerity to Affluence (1940-1970), Londres, Faber and Faber, 1970, 336 p.
- (en) Denis Forman, Films 1945-1950, Londres, Longmans for the British Council, 1952, 64 p.
- (en) Denis Gifford, British Cinema: An Illustrated Guide, Londres, A. Zwemmer Limited, 1968, 176 p.
- (en) Denis Gifford, The British Film Catalogue (1895-1985), Newton Abbot (Devon), David and Charles, 1986, 1 150 p.
- (en) David Grenfell, An Outline of British Film History (1896-1962), Londres, British Film Institute, 1963, 25 p.
- (en) Andrew Higson, Waving the flag: Constructing a National Cinema in Britain, Oxford, Clarendon Press, 1995, 322 p.
- (en) Endrew Higson, (sous la direction de), Dissolving Views : Key Writings on British Cinema, Londres, Cassell, 264 p.
- (fr) Images du cinéma anglais, brochure éditée par la Cinémathèque Française à l'occasion de l'hommage rendu par celle-ci au cinéma britannique, de juin à septembre 1956.
- (en) David Leaf (sous la direction de), BFI Film and Television Handbook, Londres, BFI Publishing, Londres, publication annuelle, env. 300 p.
- (fr) Raymond Lefèvre et Roland Lacourbe, 30 ans de cinéma britannique,  Paris, Éditions Cinéma 76, 1976, 491 p.
- (en) Alan Lovell, The British Cinema: The Unknown Cinema, Londres, British Film Institute/Education Department, 1969, 8 p.
- (en) Brian McFarlane (sous la direction de), Sixty Voices. Celebrities Recall the Golden Age of British Cinema, Londres, British Film Institute, 1992, 260 p.
- (en) Brian McFarlane, Encyclopedia of British Film, Londres, Methuen Publishing, 2003, 800 p.
- (it) Emanuela Martini, Storia del cinema inglese (1930-1990), Venise, Marsilio, 1991, 461 p.
- (en) Peter Noble, Spotlight on Filmland: a Book about British Films,  Ward and Hitchon, 1947, 103 p.
- (en) Charles A. Oakley, Where We Came In (70 Years of the British Film Industry, Londres, Allen and Unwin, 1964, 245 p.
- (en) James Park, British Cinema : The Lights That Failed, Londres, B.T. Batsford, 1990, 192 p.
- (en) George Perry, The Great British Picture Show, Londres, Hart-Davis, MacGibbon, 1975, 367 p.
- (fr) Philippe Pilard, Histoire du cinéma britannique, Paris, Nathan, 1996, 128 p.
- (en) David Quinlan, British Sound Films: the Studio Years (1928-1959),  B.T. Batsford, 1984, 407 p.
- (en) Jeffrey Richards, Visions of Yesterday, Londres, Routledge and Kegan Paul, 1973, 391 p.
- (en) Jeffrey Richards et Anthony Aldgate, Best of British: Cinema and Society (1930-1970), Oxford, Basil Blackwell, 1983, 170 p.
- (en) Anthony Slide, Fifty Classic British Films 1932-1982: a Pictorial Record, New York, Dover Publications, 1985, 152 p.
- (en) Sarah Street, British National Cinema, Londres, Routledge, 1996,   232 p.
- (fr) Alain Sudre, « L'avant-garde » cinématographique britannique, 1960-1980, thèse de doctorat de 3e cycle, sous la direction de Jean Rouch, Université de Paris I.
- (en) John Russell Taylor (sous la direction de), Masterworks of the British Cinema: Brief Encounter, The Third Man, Kind Hearts and Coronets, Saturday Night and Sunday Morning, Londres, Lorrimer, 1974, 352 p.
- (en) John Russell Taylor et John Kobal, Portraits of the British Cinema: 60 Glorious Years (1925-1985), Arum, 1985, 160 p.
- (en) Jerry Vermilye, The Great British Films, Secaucus, N.J., The Citadel Press, 1978, 255 p.
- (en) Patricia Warren, British Cinema in Pictures, The British Film Collection, Londres, B.T. Batsford Ltd, 1993 (1re édition Elm Tree Books 1984), 256 p.

## Caractère national et cinéma
- (en) Charles Barr, « Projecting Britain and the British Character », Screen, printemps 1974, p. 87-121.
- (en) Philip French, « Marriage in the British Cinema », Twentieth Century, 172, printemps 1964, p. 107-116.
- (en) Ian Johnson, « Have the British a Sense of Humour ? », Films and Filming, mars 1963, p. 48-53.
- (en) Roger Manvell, « Britain's Self-Portraiture in Feature Films », Geographical Magazine, août 1953, p. 222-34.
- (en) Jeffrey Richards, Films and British National Identity. From Dickens to Dad’s Army, Manchester & New York, Manchester University Press, 1997, 387 p.
- (en) John Russell Taylor, « Tomorrow the World : Some Reflections on the Unenglishness of English Films », Sight and Sound, printemps 1974, p. 80-83.
- (fr) J.P. Török,  « Dernier état du cinéma britannique ou les avatars de l'insularité », Positif, n° 128, juin 1971, p. 30-32.
- (en) Vernon Young, « Movies and National Character », Films and Filming, février 1969, p. 15-20.
- (fr) Francis Rousselet, Et le cinéma britannique entra en guerre..., 7e Art/Cerf-Corlet, 2009, 236p

## Censure
- (en) Anthony Algate, Censorship and the Permissive Society: British Cinema and Theatre 1955-1965, Oxford, Clarendon Press, 1995, 171 p.
- (en) Stephen Brody, Screen Violence and Film Censorship: A Review of Research, Londres, HMSO, 1977, 179 p.
- (en) Derek Hill, « The Habit of Censorship », Encounter, juillet 1960, p. 52-62.
- (en) Neville March Hunnings, « ‘… and Loss of Paradise’: The Origins of Censorship in England », Sight and Sound, hiver 1957-58, p. 151-154.
- (en) Neville March Hunnings, Film Censors and the Law, Allen and Unwin, 1967, 474 p.
- (en) Neville March Hunnings, « Censorship: On the Way Out ? », Sight and Sound, automne 1969, p. 201
- (en) Tom Dewe Mathews, Censored, Londres, Chatto & Windus, 1994, 291 p.
- (en) Gordon McDougall, « To Deprave and Corrupt ? An Examination of the Methods and Aims of Film Censorship in Britain », Motion, n° 2, hiver 1961-2, p. 5-8.
- (en) Andy Medhurst, « Victim : Text as Context », Screen, 25, juillet-octobre 1984, p. 22-35.
- (en) Paul 0'Higgins, Censorship in Britain, Londres, Nelson, 1972, 232 p.
- (en) Geoffrey Robertson, Obscenity: An Account of Censorship Laws and Their Enforcement in England and Wales, Weidenfeld and Nicolson, 1979, 364 p.
- (en) James C. Roberton, The British Board of Film Censors: Film Censorship in Britain, 1895-1950, Londres, Croom Helm, 1985, 213 p.
- (en) James Robertson, The Hidden Cinema: British Film Censorship in Action 1913-1972, Londres, Routledge and Kegan Paul, 1989, 199 p.
- (en) David Robinson, « Trevelyan’s Social History: Some Notes and a Chronology », Sight and Sound, printemps 1971, p. 70-72.
- (fr) Jean-Paul Török, « Le monde des Non-U », Positif, n° 37, 1961.
- (en) John Trevelyan, « The Censor's Reply », Encounter, septembre 1960, p. 61-65.
- (en) John Trevelyan, What the Censor Saw, Londres: Michael Joseph, 1973, 276 p.
- (en)	John Wilcox, « The Small Knife: Studies in Censorship. Britain », Sight and Sound, printemps 1956, p. 206-209.
- (en) Enid Wistrich,  'I Don't Mind the Sex It's the Violence': Film Censorship Explored, Londres, Marion Boyars, 1978, 160 p.

## Genres cinématographiques
- (en) Marcia Landy, British Genres: Cinema and Society, 1930-1960,  Princeton, N.J., Princeton University Press, 1991, 553 p.

## Cinéma documentaire
- (fr) Olivier Barrot (et al.), "L'Angleterre et son cinéma : Le courant documentaire 1927-1965", Films Éditions, Cinéma d'Aujourd'hui, n° 11, 1977, 156 p.
- (en) British Film Institute, British Documentary Films 1929-1952. Part I : Films Controlled by the Central Office of Information, Londres, British Film Institute, 1952, 32 p.
- (fr) Cinémathèque française/Musée du Cinéma, Hommage au GPO Film Unit,  Paris, Cinémathèque Française, 1966, 19 p.
- (en) John Grierson (et al.), New Directions in Documentary: Report of the International Conference Held at Edinburgh, Edimbourg, Edinburgh Film Festival, 1952, 41 p.
- (en) Alan Lovell et Jim Hillier, Studies in Documentary, Londres,  Secker & Warburg/British Film Institute, 1972, 176 p.
- (en) Rachel Low, The History of the British Film 1929-1939: Documentary and Educational Films of the 1930s, Allen and Unwin, 1979, 244 p.
- (en) Rachel Low, The History of the British Film 1929-1939: Films of Comment and Persuasion of the 1930s, Allen and Unwin, 1979, 256 p.
- (en) Paul Rotha, Documentary Film: the Use of the Film Medium to Interpret Creatively and in Social Terms the Life of the People as it Exists in Reality, Londres, Faber, 1952 (1re édition 1939 ?), 412 p.
- (en) Elizabeth Sussex, The Rise and Fall of British Documentary: The Story of the Film Movement Founded by John Grierson, Londres, University of California Press, 1975, 219 p.
- (en) Paul Swann, The British Documentary Film Movement 1926-1946,  Cambridge, Cambridge University Press, 1989, 216 p.

## Réalisateurs et réalisatrices (généralités)
- (en) « A Free Hand », Sight and Sound, printemps 1959, p. 60-64 (8 réalisateurs britanniques s’expriment : Jack Clayton, Clive Donner, Robert Hamer, Seth Holt, Pat Jackson, John Krish, Jack Lee, Tony Richardson et Paul Rotha).
- (en) « British Features Directors : An Index to their Work », Sight and Sound, automne 1958, p. 289-98 (filmographies de 80 réalisateurs britanniques).
- (fr)	« Le Cinéma anglais », avec des textes de Raymond Lefèvre, Philippe Haudiquet, Philippe Pilard et un petit dictionnaire concernant 40 réalisateurs britanniques, Image et son, n° 174, juin 1964.
- (fr) Gilles Garcia (sous la direction de), 50 cinéastes européens d'aujourd'hui, Paris, Europictures, 1994, 35 p.
- (en)	Jonathan Hacker et David Price, Take 10 Contemporary British Film Directors, Oxford & New York, Oxford University Press, 1991, 434 p.
- (en) Laurie Collier Hillstrom (sous la direction de), International Dictionary of Films and Filmmakers: Directors, Detroit, New York, Toronto & Londres, St. James Press, 1997, 3e édition (1re édition non datée), 1 325 p.
- (en) David Quinlan, The Illustrated Guide to Film Directors, Londres, Batsford, 1983, 335 p.
- (en) Eric Rhode, « British Film-Makers », Listener, 26 septembre 1968, p. 385-387.
- (en) Richard Roud (sous la direction de), Cinema : A Critical Dictionary: The Major Filmmakers, Londres, Secker & Warburg ; New York, Viking, 1980,  1 121 p.
- (en) John Russell Taylor, Directors and Directions, Londres, 1975.
- (en) John Wakeman (sous la direction de), World Film Directors. Tome 1 : 1890-1945 ; Tome 2 : 1945-1985, New York, The H.W. Wilson Company, 1987, 1988, 1 247 p. + 1 205 p.
- (fr) Michael Powell (Mémoires) Une vie dans le Cinéma & Million dollar movie, Institut Lumière/Actes Sud, 1997 & 2000, 829p & 765p.

## Acteurs et actrices (généralités)
- (en) Andy Medhurst, « Can Chaps Be Pin-Ups ? The British Male Film Star in the 1950s », Ten-8, n° 17, février 1985.
- (en) Scott Palmer, A Who's Who of British Film Actors, Metuchen, N.J.,  Scarecrow Press, 1981, 561 p.
- (en) Scott Palmer, British Film Actors' Credits 1895-1987, 1988, 918 p.
- (en) Terence Pettigrew, British Film Character Actors: Great Names and Memorable Moments, Newton Abbott & Londres, David & Charles, 1982, 208 p.
- (en) Sheridan Morley, The Brits in Hollywood / Tales from the Hollywood Raj, Robson, 2006, 280p.